# Karlsburg
Karlsburg est une commune allemande de Poméranie-Occidentale dans le nord-est du pays. Elle appartient à l'arrondissement de Poméranie-Occidentale-Greifswald.

## Géographie
Karlsburg (autrefois Carlsburg) se trouve à environ dix-huit kilomètres au sud-est de Greifswald et à quinze kilomètres au nord-ouest de Gützkow.

## Municipalité
Outre Karlsburg, la municipalité comprend les villages et localités de Moeckow, Steinfurth et Zarnekow.

## Historique
Karlsburg a d'abord été mentionné comme Gnatzkow en 1300, puis s'est appelé Carlsburg en l'honneur du comte Carl von Bohlen, propriétaire du château de Gnatzkow, devenu Carlsburg. L'orthographe a changé après la Seconde Guerre mondiale, sous la forme de Karlsburg.

## Architecture et tourisme
- Château de Karlsburg (XVIIIe siècle)
- La Rosentor (porte des Roses) avec des ouvrages de ferronnerie
- Chapelle de Steinfurth, sépulture des Bismarck-Bohlen
- Ruines de l'église de Steinfurth
- Église de Zarnekow (XIIIe siècle)

## Personnalités liées à la ville
- Friedrich Alexander von Bismarck-Bohlen (1818-1894), général né à Karlsburg.
- Julius Worpitzky (1835-1895), mathématicien né à Karlsburg.